# Фолксваген-Арена
Фолксваген-Арена е футболен стадион в Волфсбург, Германия. На него се играят домакинските срещи на ФФЛ Волфсбург.

## История
Стадионът е завършен през 2002 година. По време на строежът му Волфсбург играят домакинските си срещи на ФФБ Щадион, който има капацитет от 20 500 места. Понастоящем стадионът се използва най-вече за домакинските срещи на Волфсбург.
На стадионът се играе и първият мач на Волфсбург в Шампионска лига, както и първата им победа в турнира. Когато на 15 септември 2009 г. Волфсбург побеждава ПФК ЦСКА (Москва) с 3 – 1 след хеттрик на бразилския нападател Графитѐ.
Стадионът разполага с пъб и ресторант – Soccer-Café.

## Капацитет
Стадионът има капацитет от 30 122 места, като 22 000 от тях са седящи.

## Употреба
Фолксваген-Арена е ползван като домакински стадион за срещите от Световното първенство по футбол за жени 2011.
- Панорамна гледка на стадионът